# Liste der Kulturdenkmäler in Kleinniedesheim
In der Liste der Kulturdenkmäler in Kleinniedesheim sind alle Kulturdenkmäler der rheinland-pfälzischen Ortsgemeinde Kleinniedesheim aufgeführt. Grundlage ist die Denkmalliste des Landes Rheinland-Pfalz (Stand: 18. Juli 2022).

## Einzeldenkmäler
| Bezeichnung             | Lage                               | Baujahr                            | Beschreibung | Bild                           |
| ----------------------- | ---------------------------------- | ---------------------------------- | --- | ------------------------------ |
| Spolie                  | Bobenheimer Straße, zu Nr. 14 Lage | 12. Jahrhundert                    | in der Gartenmauer: romanischer reliefierter Kämpferstein, 12. Jahrhundert | BW                             |
| Hofanlage               | Enggasse 1 Lage                    | zweite Hälfte des 19. Jahrhunderts | Dreiseithof, zweite Hälfte des 19. Jahrhunderts; zwei eineinhalbgeschossige Sandsteinquaderbauten aus Kapuzinerstein, bezeichnet 1864 und 1871; Ökonomie und Hofpflaster bauzeitlich | Fotos hochladen                |
| Hofanlage               | Enggasse 11 Lage                   | um 1850                            | Dreiseithof; klassizistischer Putzbau, Krüppelwalmdach, eventuell im Kern barock, um 1850 überformt; Altensitz, Ökonomie und Torfahrt um 1870 | Fotos hochladen                |
| Schloss Kleinniedesheim | Großniedesheimer Straße 1/3 Lage   | 1762                               | ehemaliges Schloss der Freiherren von Gagern; spätbarocke Zweiflügelanlage mit Mansardwalmdächern, dreigeschossiger Eckturm, Gewölbekellereingang bezeichnet 1762; Bruchsteinscheune, 18. Jahrhundert; zugehörig der im Westen anschließende ehemalige Schlossgarten, heute Weinberg, mit Pavillon: unterkellerter zweigeschossiger Rundbau, doppelläufige Freitreppe, Kuppeldach | weitere Bilder Fotos hochladen |
| Hofanlage               | Großniedesheimer Straße 9 Lage     | 18. und 19. Jahrhundert            | Dreiseithof, 18. und 19. Jahrhundert; Ökonomie mit Walmdach, 18. Jahrhundert (1785?), Scheune wohl gleichzeitig; eingeschossiges Wohnhaus mit Kniestock, 1899 | Fotos hochladen                |
| Rat- und Schulhaus      | Großniedesheimer Straße 12 Lage    | 1766                               | ehemaliges Rat- und Schulhaus; spätbarocker Walmdachbau, bezeichnet 1766 | Fotos hochladen                |
| Hofanlage               | Großniedesheimer Straße 13 Lage    | 18. Jahrhundert                    | Dreiseithof, 18. Jahrhundert, im 19. Jahrhundert teilweise verändert; barocke Bruchsteinbauten, ursprünglich verputzt; Torfahrt, Mitte des 19. Jahrhunderts, Mannpforte bezeichnet 1748 | Fotos hochladen                |
| Protestantische Kirche  | Großniedesheimer Straße 16 Lage    | 1725/26                            | barocker Saalbau mit Firstreiter, 1725/26; mit Ausstattung; Kriegerdenkmal 1866 und 1870/71, Sandstein, 1900 von E. Glückstein, Frankenthal | Fotos hochladen                |